# Soap&Skin

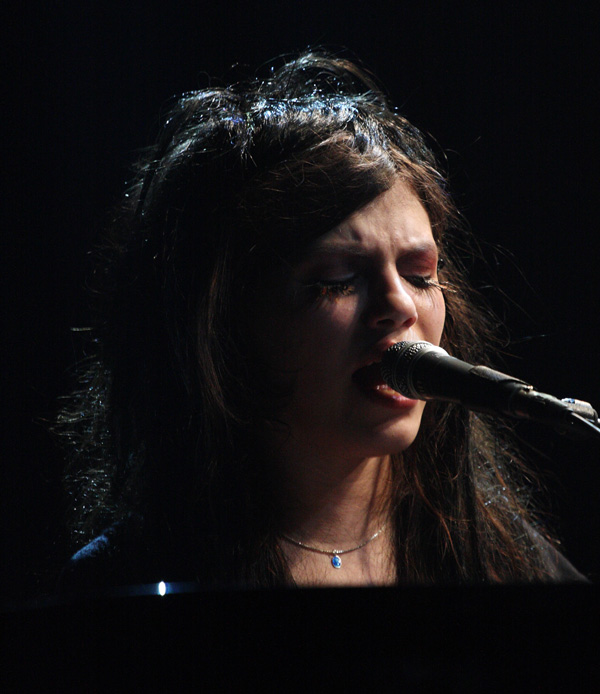
Soap&Skin

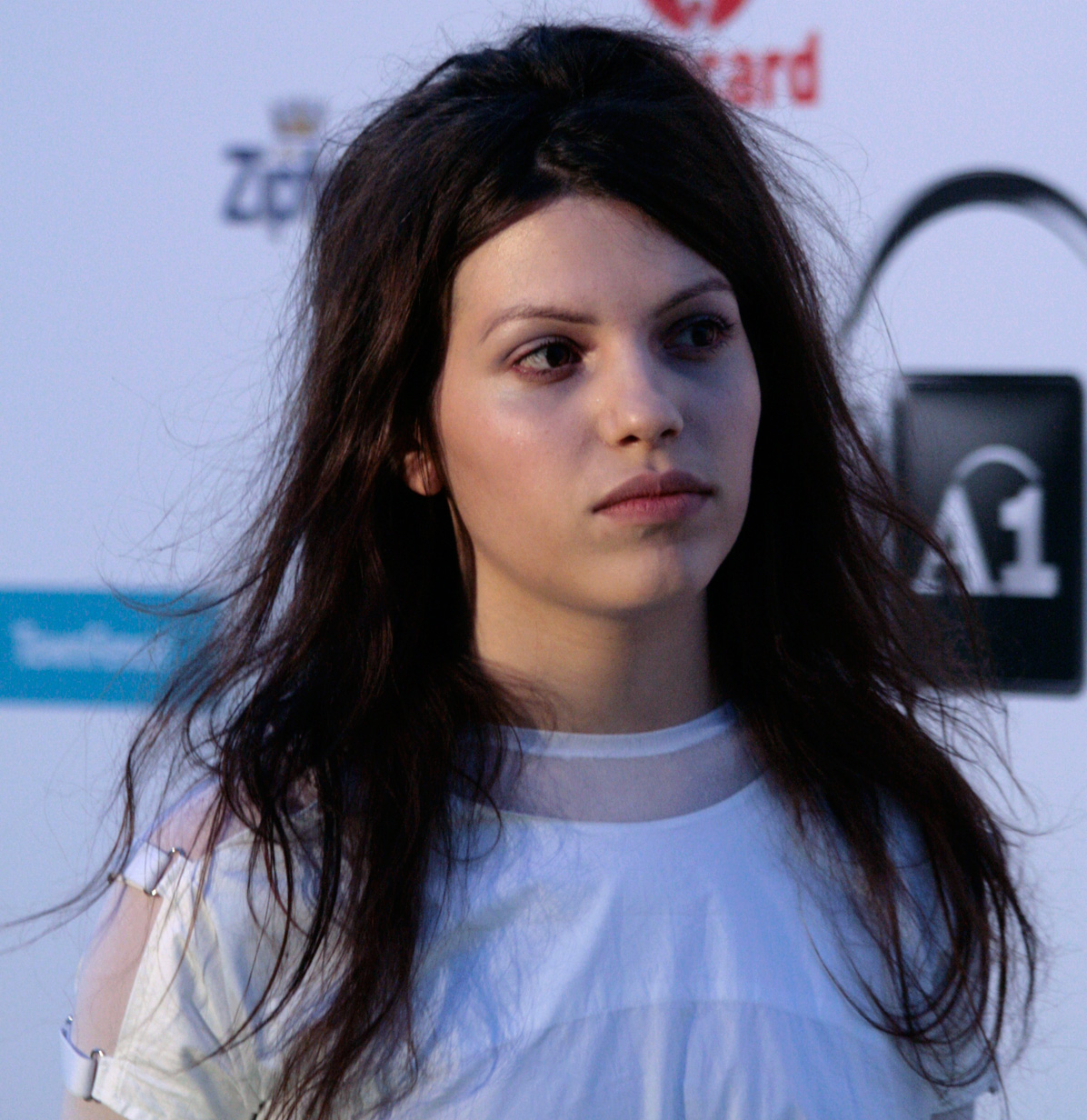
Wokalistka podczas Amadeus Austrian Music Award (2009)

Soap&Skin – eksperymentalny projekt muzyczny (i pseudonim artystyczny) austriackiej artystki Anji Franziski Plaschg (ur. 5 kwietnia 1990 w Poppendorfie).

## Życiorys
Anja Plaschg dorastała w małej wiosce o nazwie Poppendorf (blisko Gnas w południowo-wschodniej Styrii), gdzie jej rodzice prowadzą gospodarstwo rolne. Grała na fortepianie, odkąd skończyła 6 lat. W wieku 14 lat rozpoczęła naukę gry na skrzypcach i zainteresowała się muzyką elektroniczną. Uczęszczała do Politechniki Projektowania Graficznego w Grazu, ale odeszła z niej w wieku 16 lat i wkrótce potem przeniosła się do Wiednia. Tam studiowała sztukę w Akademii Sztuk Pięknych w klasie mistrzowskiej Daniela Richtera, ale w wieku 18 lat ponownie porzuciła naukę.
Duży wpływ na muzykę graną przez Soap&Skin mieli tacy muzycy, jak Xiu Xiu, Cat Power, Björk, Nico, Aphex Twin i kompozytorzy: Siergiej Rachmaninow i Arvo Pärt.
Po zagraniu zaledwie kilku koncertów została nazwana „Wunderkind”. W 2008 zagrała niemiecką piosenkarkę Nico w spektaklu Nico - Sphinx aus Eis Wernera Fritscha w Berlinie i Wiedniu, wykonując podczas niego kilka piosenek ze swojej pierwszej EPki, w tym „Janitor of Lunacy”.
Jej pierwszy album, Lovetune for Vacuum, ukazał się w marcu 2009. Otrzymał on przychylne recenzje i trafił na 5. miejsce w austriackim Top 10. Album osiągnął również wysokie pozycje na listach w Niemczech, Belgii i Francji. Dziennikarze muzyczni stwierdzili, że artystka będzie nową gwiazdą austriackiego popu. W 2010 artystka zdobyła muzyczną nagrodę European Border Breakers Award za międzynarodowy sukces.
W 2010 jej utwór „Mr. Gaunt Pt 1000” został wykorzystany w reklamie telewizyjnej Forda Mondeo. W tym samym roku we francuskim filmie Mes chères études w napisach końcowych została wykorzystana piosenka wokalistki zatytułowana „The Sun”, a utwory „Brother of Sleep” i „Marche Funèbre” zostały zagrane w ścieżce dźwiękowej do amerykańskiego thrillera At the End of the Day wytwórni Universal Studios z 2010.
Śmierć jej ojca w 2009 była tematem przewodnim minialbumu Narrow, który ukazał się w lutym 2012.
W 2012 wystąpiła w austriackim filmie Stilleben, w drugoplanowej roli (postać Carmen).

## Życie prywatne
Ojciec Plaschg zmarł w 2009 na atak serca. W tym czasie artystka stwierdziła, że cierpiała na „poważną depresję”, z powodu której była leczona.
Podczas koncertu w lutym 2013 Plaschg ujawniła, że była w ciąży. Urodziła córkę w lipcu tego samego roku.

## Dyskografia

### Albumy
| Rok  | Album                                 | Pozycja na liście |
| Rok  | Album                                 | AUT               |
| ---- | ------------------------------------- | ----------------- |
| 2008 | Untitled                              | –                 |
| 2009 | Lovetune for Vacuum                   | 5                 |
| 2009 | Marche Funèbre                        | –                 |
| 2012 | Narrow                                | –                 |
| 2013 | Sugarbread                            | –                 |
| 2018 | From Gas To Solid / You Are My Friend |                   |

### Single
| Rok  | Tytuł               | Pozycja na liście | Album               |
| Rok  | Tytuł               | AUT               | Album               |
| ---- | ------------------- | ----------------- | ------------------- |
| 2009 | „Spiracle”          | 45                | Lovetune for Vacuum |
| 2009 | „Mr. Gaunt Pt 1000” | 60                | Lovetune for Vacuum |
| 2009 | „Cynthia”           | –                 | Lovetune for Vacuum |
| 2015 | „Mawal Jamar”       | –                 | –                   |

## Filmografia
- Stillleben (2012)[12]